# María Elena Marqués
María Elena Marqués Rangel (Ciudad de México, 14 de diciembre de 1926 - Ciudad de México, 11 de noviembre de 2008), fue una actriz y cantante mexicana conocida como unas de las estrellas durante la Época de Oro del cine mexicano en las décadas de 1940 y 1950.

## Biografía y carrera
Nació el 14 de diciembre de 1926 en la Ciudad de México. El director de cine Fernando de Fuentes, que era su vecino, fue quien la descubrió artísticamente y convenció a sus padres para que la dejasen hacer una prueba.
Su primera película fue Dos corazones y un tango (1942) donde actuó junto al tanguero argentino Andrés Falgás. En 1943, pasó a trabajar en Doña Bárbara junto a María Félix.

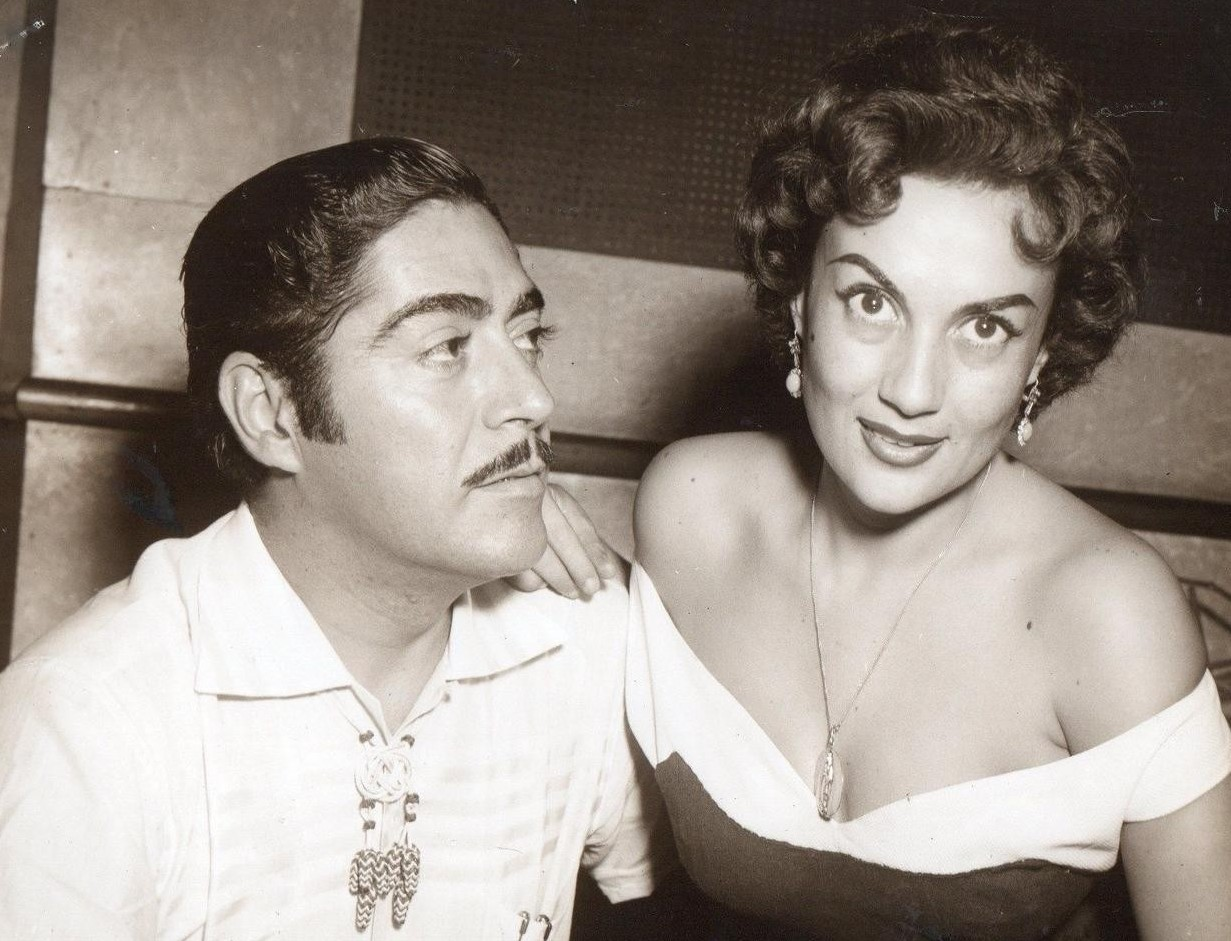
Junto a Luis Aguilar, en 1955.

Actuó en más de cincuenta películas en una trayectoria artística de tres décadas (se retiró a fines de los años 70), trabajando junto a otras grandes figuras como Jorge Negrete, Cantinflas, Arturo de Córdova, Pedro Infante y Pedro Armendáriz. Actuó en Hollywood, en las películas Across the Wide Missouri y Ambush at Tomahawk Gap, junto a Clark Gable y John Derek respectivamente.
Como cantante, grabó canciones rancheras y huapangos, como «Cartas marcadas», «Échame a mí la culpa», «El aguacero», «Grítenme piedras del campo», «La cigarra», «La noche de mi mal», «La Panchita», «Tres consejos» y «Tú, solo tú», acompañada por el Mariachi Santana y el Trío Tamaulipeco.
También se desempeñó en televisión, actuando en una gran cantidad de telenovelas y unitarios.
Cuando se le consultó por el motivo de su retiro, ella dijo:

«Por miedo al sexo y a la violencia en las películas. Yo me retiré muy guapa y Arielada, por eso mismo no me gustaría regresar. Uno nace con la belleza que Dios le da y muere con la que uno merece.»

Incursionó en política, siendo diputada federal por el Partido Revolucionario Institucional en la década de los 70 y presidenta del área de Jubilaciones de la Asociación Nacional de Actores (ANDA). Este último cargo lo ocupaba al momento de fallecer.

## Vida personal
Se casó con el también actor Miguel Torruco. Durante su breve matrimonio, que culminó por el deceso de este en 1956, tuvo dos hijos: Marisela y Miguel Torruco Marqués.

### Muerte
El 11 de noviembre de 2008, Marqués falleció en la Ciudad de México a los 81 años de edad, a causa de un paro cardíaco. Su cuerpo fue cremado y sus cenizas fueron llevadas a descansar a su mausoleo familiar dentro del Panteón Jardín, ubicado en la misma ciudad.

## Filmografía

### Cine
- El testamento (1981)
- El jardín de los cerezos (1978)
- Entre dos amores (1972)
- Las bestias jóvenes (1970)
- Una noche bajo la tormenta (1969)

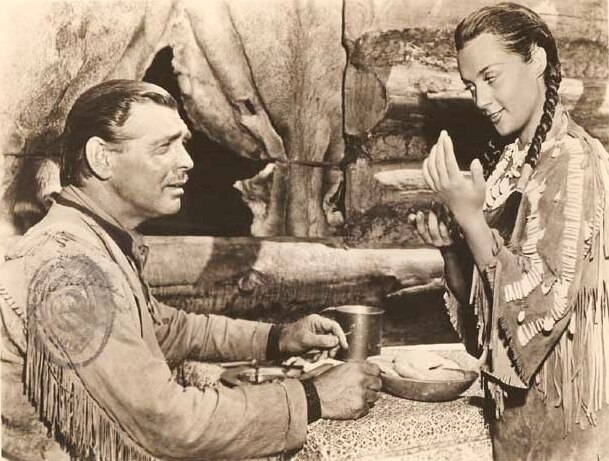
Junto a Clark Gable, en Across the Wide Missouri (1951).

- Valentín Armienta el vengador (1969)
- Los ángeles de Puebla (1968)
- ¿Qué haremos con papá? (1966)
- Pueblito (1962)
- Paraíso escondido (1962)
- La llorona (1960)
- Melodías inolvidables (1959)
- A media luz los tres (1958)
- Las manzanas de Dorotea (1957)
- Así era Pancho Villa (1957)
- Pulgarcito (1957)
- Maternidad imposible (1955)
- Historia de un abrigo de mink (1955)
- ¿Mujer... o fiera? (1954)
- La mujer que se vendió (1954)
- El joven Juárez (1954)
- Borrasca en las almas (1954)
- Reportaje (1953)
- ¡Lo que no se puede perdonar! (1953)
- Ambush at Tomahawk Gap (1953)
- Canción de cuna (1953)
- Tal para cual (1953)
- Cuando levanta la niebla (1952)
- El marido de mi novia (1951)
- Across the Wide Missouri (1951)
- Vuelva el sábado (1951)
- La malcasada (1950)
- La edad peligrosa (1950)
- Gemma (1950)
- La Negra Angustias (1950)
- Yo quiero ser mala (1950)
- El casado casa quiere (1948)
- La novia del mar (1948)
- Carita de cielo (1947)
- La perla (1947)
- Las colegialas (1946)
- Rosa del Caribe (1946)
- Las cinco advertencias de Satanás (1945)
- La pajarera (1945)
- Capullito de alhelí (1945)
- Me he de comer esa tuna (1945)
- Me ha besado un hombre (1944)
- La trepadora (1944)
- Las dos huérfanas (1944)
- El rebelde (Romance de antaño) (1943)
- Doña Bárbara
- Romeo y Julieta (1943)
- Cinco fueron escogidos (1943)
- La razón de la culpa (1943)
- ¡Así se quiere en Jalisco! (1942)
- Dos corazones y un tango (1942)

### Televisión
- El honorable señor Valdez (1973)
- El carruaje (1972)
- Historia de un amor (1971)
- Lo que no fue (1969)
- Duelo de pasiones (1968)
- Angustia del pasado (1967)
- Amor y orgullo (1966)
- México 1900 (1964)
- La mesera (1963)
- Las momias de Guanajuato (1962)
- Un amor en la sombra (1960)

## Premios y nominaciones
- Globo de Oro.[5]
- Premio a la mejor actriz en la Bienal de Venecia, por La perla (1946).[5]
- Premio Diosa de Plata de la Asociación Mexicana de Periodistas de Cine, por sus contribuciones al cine mexicano (2002).
- Nominada al Premio Ariel en 1948 como Mejor Actriz por La perla.
- Premio ACE como mejor actriz de televisión escénica por El honorable señor Valdez (1975).[6]
- Nominada al Premio Ariel en 1978 como Mejor Actriz por El jardín de los cerezos.